# Сям-Каксі
Сям-Каксі́ (рос. Сям-Какси) — присілок (колишній виселок) у складі Алнаського району Удмуртії, Росія.

## Населення
Населення — 123 особи (2010; 156 в 2002).
Національний склад станом на 2002 рік:
- удмурти — 98 %

## Відомі люди
В селі народився Семенов Ігор Миколайович — голова Державної ради удмуртської республіки.

## Урбаноніми[3]
- вулиці — Лісова, Садова, Центральна